# Menestra de verduras en texturas
La Menestra de verduras en texturas (Denominado también: Menestra en texturas) es un plato inventado por Ferran Adrià intentando reproducir la receta del Gargouillou (una especie de Menestra de verduras) de Michel Bras, Tras intentar en algunas ocasiones interprear el gargouillou, un buen día del año 1994 mientras se encontraba elaborando sorbetes salados, le vino la idea de un plato de texturas de verduras que era justamente la interpretación del plato de Michael. Este plato supuso un cambio en la cocina de Ferran, que se tornó en una elaboración más abstracta, más complicada. Ferran lo denominó el inicio de una cocina técnico-conceptual. 